# Campionati Internazionali a Squadre
I Campionati Internazionali a Squadre sono stati una competizione di ginnastica artistica di livello medio/basso tenutasi dal 1997 al 2001 negli Stati Uniti.
Il livello di competizione negli anni spesso basso di questa gara ha probabilmente avuto a che fare con la sua collocazione "scomoda" nel calendario degli eventi ginnici (all'inizio dell'anno). Molte volte è stata vista come una gara amichevole o test in preparazione a gare come i Giochi del Pacifico, Giochi del Commonwealth, Europei o Giochi Asiatici.
Nel 1997 e nel 1998 la gara non aveva uno sponsor, ma dal 1999 al 2001 fu sponsorizzata dalla Pontiac. Nel 1999 fu sponsorizzata dalla Reebok. La gara veniva generalmente trasmessa sulla NBC, ma la gara junior femminile del 1997 venne trasmessa dalla ESPN.
La gara si svolgeva generalmente nel corso di uno o due giorni. Fino al 1999 incluso gareggiavano  due gruppi di età, senior (sia donne che uomini) e junior (sia donne che uomini). La fascia d'età junior venne eliminata negli ultimi due anni della gara. Il nome della gara cambiò nel 2000, quando diventò la Coppa Americana a Squadre. Con l'eccezione del 1999 (l'Australia prese parte alla gara senior femminile) la gara si disputò sempre e solo tra USA, Romania, e Cina.

## Vincitori senior maschili
| Anno | Edizione | Luogo               | Vincitori   | Vincitori         |
| Anno | Edizione | Luogo               | Squadra     | Individuale       |
| ---- | -------- | ------------------- | ----------- | ----------------- |
| 1997 | I        | Cincinnati          | Stati Uniti | Cristian Leric    |
| 1998 | II       | Knoxville           | Stati Uniti | Blaine Wilson     |
| 1999 | III      | Richmond (Virginia) | Stati Uniti | Jason Gatson      |
| 2000 | IV       | Syracuse            | Romania     | Marian Drăgulescu |
| 2001 | V        | Honolulu            | Stati Uniti | Sean Townsend     |

## Vincitori junior maschili
| Anno | Edizione | Luogo               | Vincitori   | Vincitori   |
| Anno | Edizione | Luogo               | Squadra     | Individuale |
| ---- | -------- | ------------------- | ----------- | ----------- |
| 1997 | I        | Cincinnati          | Cina        | Yang Wei    |
| 1998 | II       | Knoxville           | Stati Uniti | Xing Aowei  |
| 1999 | III      | Richmond (Virginia) | Stati Uniti | Paul Hamm   |

## Vincitrici senior femminili
| Anno | Edizione | Luogo               | Vincitori   | Vincitori       |
| Anno | Edizione | Luogo               | Squadra     | Individuale     |
| ---- | -------- | ------------------- | ----------- | --------------- |
| 1997 | I        | Cincinnati          | Romania     | Maria Olaru     |
| 1998 | II       | Knoxville           | Stati Uniti | Kristen Maloney |
| 1999 | III      | Richmond (Virginia) | Romania     | Simona Amânar   |
| 2000 | IV       | Syracuse            | Stati Uniti | Oana Petrovschi |
| 2001 | V        | Honolulu            | Stati Uniti | Carly Patterson |

## Vincitrici junior femminili
| Anno | Edizione | Luogo               | Vincitori   | Vincitori      |
| Anno | Edizione | Luogo               | Squadra     | Individuale    |
| ---- | -------- | ------------------- | ----------- | -------------- |
| 1997 | I        | Cincinnati          | Stati Uniti | Lindsay Wing   |
| 1998 | II       | Knoxville           | Cina        | Ashley Postell |
| 1999 | III      | Richmond (Virginia) | Stati Uniti | Ashley Postell |

## Sponsor
| Anni      | Sponsor | Nome dell'evento                                                     |
| --------- | ------- | -------------------------------------------------------------------- |
| 1998-1999 | Reebok  | Reebok International Team Championships                              |
| 1999-2001 | Pontiac | Pontiac American Team Cup / Pontiac International Team Championships |